# Loire-Authion
Loire-Authion est une commune nouvelle française, située dans le département de Maine-et-Loire, en région Pays de la Loire, créée le 1er janvier 2016.

## Géographie

### Localisation
Elle est située à l'est de l'agglomération d'Angers, dans la partie inférieure de la vallée de l'Authion, depuis la Loire au sud jusqu'aux premières collines du Baugeois au nord.
Son altitude varie de 15 mètres (Brain-sur-l'Authion) à 76 mètres (Bauné).
Communes limitrophes de Loire-Authion

### Climat
Pour des articles plus généraux, voir Climat des Pays de la Loire et Climat de Maine-et-Loire.
En 2010, le climat de la commune est de type climat océanique altéré, selon une étude du CNRS s'appuyant sur une série de données couvrant la période 1971-2000. En 2020, Météo-France publie une typologie des climats de la France métropolitaine dans laquelle la commune est exposée à un climat océanique et est dans la région climatique  Moyenne vallée de la Loire, caractérisée par une bonne insolation (1 850 h/an) et un été peu pluvieux. 
Pour la période 1971-2000, la température annuelle moyenne est de 11,8 °C, avec une amplitude thermique annuelle de 14,5 °C. Le cumul annuel moyen de précipitations est de 607 mm, avec 11,1 jours de précipitations en janvier et 5,5 jours en juillet. Pour la période 1991-2020, la température moyenne annuelle observée sur la station météorologique de Météo-France la plus proche, « Blaison-Gohier », sur la commune de Blaison-Saint-Sulpice à 4 km à vol d'oiseau, est de 12,8 °C et le cumul annuel moyen de précipitations est de 672,7 mm,. Pour l'avenir, les paramètres climatiques de la commune estimés pour 2050 selon différents scénarios d'émission de gaz à effet de serre sont consultables sur un site dédié publié par Météo-France en novembre 2022.
| Mois                                  | jan.           | fév.           | mars          | avril         | mai          | juin        | jui.          | août         | sep.         | oct.          | nov.            | déc.           | année    |
| ------------------------------------- | -------------- | -------------- | ------------- | ------------- | ------------ | ----------- | ------------- | ------------ | ------------ | ------------- | --------------- | -------------- | -------- |
| Température minimale moyenne (°C)     | 3,2            | 3              | 4,6           | 6,5           | 9,8          | 12,9        | 14,4          | 14,3         | 11,5         | 9,4           | 5,9             | 3,5            | 8,3      |
| Température moyenne (°C)              | 6              | 6,6            | 9,1           | 11,7          | 15,2         | 18,6        | 20,4          | 20,3         | 17,1         | 13,5          | 9,1             | 6,4            | 12,8     |
| Température maximale moyenne (°C)     | 8,8            | 10,2           | 13,6          | 17            | 20,5         | 24,4        | 26,4          | 26,3         | 22,7         | 17,6          | 12,3            | 9,2            | 17,4     |
| Record de froid (°C) date du record   | −12 02.01.1997 | −10,5 12.02.12 | −10 01.03.05  | −2,5 10.04.03 | 0,5 06.05.19 | 4 01.06.06  | 7 12.07.00    | 6 28.08.1998 | 3,5 30.09.18 | −3 30.10.1997 | −7,5 21.11.1993 | −10 30.12.1996 | −12 1997 |
| Record de chaleur (°C) date du record | 17 24.01.16    | 22 27.02.19    | 25,5 19.03.05 | 29,5 20.04.18 | 32 26.05.17  | 39 29.06.19 | 39,5 23.07.19 | 40 10.08.03  | 36 14.09.20  | 31 03.10.11   | 22,5 08.11.15   | 18,5 07.12.00  | 40 2003  |
| Précipitations (mm)                   | 63,6           | 50,9           | 49            | 53            | 56,9         | 43,3        | 44,3          | 47,2         | 52,6         | 72,4          | 68,2            | 71,3           | 672,7    |

## Urbanisme

### Typologie
Au 1er janvier 2024, Loire-Authion est catégorisée bourg rural, selon la nouvelle grille communale de densité à sept niveaux définie par l'Insee en 2022.
Elle appartient à l'unité urbaine de Loire-Authion, une agglomération intra-départementale regroupant cinq  communes, dont elle est ville-centre,,. Par ailleurs la commune fait partie de l'aire d'attraction d'Angers, dont elle est une commune de la couronne,. Cette aire, qui regroupe 81 communes, est catégorisée dans les aires de 200 000 à moins de 700 000 habitants,.

### Logement
En 2020, le nombre total de logements dans la commune était de 6 954, alors qu'il était de 6 494 en 2014 et de 6 081 en 2009.
Parmi ces logements, 94,2 % étaient des résidences principales, 1,8 % des résidences secondaires et 3,9 % des logements vacants. Ces logements étaient pour 91,4 % d'entre eux des maisons individuelles et pour 6,5 % des appartements.
Le tableau ci-dessous présente la typologie des logements à Loire-Authion en 2020 en comparaison avec celle du Maine-et-Loire et de la France entière. Une caractéristique marquante du parc de logements est ainsi une proportion de résidences secondaires et logements occasionnels (1,8 %) inférieure à celle du département (3,2 %) et à celle de la France entière (9,7 %). Concernant le statut d'occupation des résidences principales, 77,9 % des habitants de la commune sont propriétaires de leur logement (78,7 % en 2014), contre 60,4 % pour le Maine-et-Loire et 57,5 pour la France entière.
| Typologie                                               | Loire-Authion | Maine-et-Loire | France entière |
| ------------------------------------------------------- | ------------- | -------------- | -------------- |
| Résidences principales (en %)                           | 94,2          | 90,3           | 82,1           |
| Résidences secondaires et logements occasionnels (en %) | 1,8           | 3,2            | 9,7            |
| Logements vacants (en %)                                | 3,9           | 6,6            | 8,2            |

## Toponymie
Le nom de la commune associe ceux des deux cours d'eau qui y jouent un rôle majeur, à savoir, au sud, la Loire et, plus au nord, l'Authion, qui coule parallèlement et draine les basses prairies des anciennes communes.

## Histoire
Créée par un arrêté préfectoral du 7 décembre 2015, elle est issue du regroupement des communes de la communauté de communes de la Vallée-Loire-Authion, à l'exception de la commune de La Ménitré. Ces communes sont celles d'Andard, Bauné, La Bohalle, Brain-sur-l'Authion, Corné, La Daguenière et Saint-Mathurin-sur-Loire qui deviennent des communes déléguées. Le chef-lieu de la commune nouvelle est fixé à  Saint-Mathurin-sur-Loire. La Ménitré rejoint la communauté de communes de Beaufort-en-Anjou. La communauté de communes de la Vallée-Loire-Authion est dissoute.
Le schéma départemental de coopération intercommunale de Maine-et-Loire, approuvé le 22 janvier 2016 par la commission départementale de coopération intercommunale, envisage l'intégration de Loire-Authion dans la communauté urbaine Angers Loire Métropole à partir du 1er janvier 2017. Cette extension est effective le 1er janvier 2018.

## Politique et administration

### Administration municipale
| Période      | Période                         | Identité           | Étiquette | Qualité                                                                                     |
| ------------ | ------------------------------- | ------------------ | --------- | ------------------------------------------------------------------------------------------- |
| janvier 2016 | mai 2020                        | Gino Boismorin     | DVD       | Directeur adjoint de la Chambre régionale d'agriculture Ancien maire d'Andard (2001 → 2015) |
| mai 2020     | En cours (au 1er novembre 2024) | Jean-Charles Prono | app.LREM  | Directeur d'EHPAD retraité Ancien maire de Saint-Mathurin-sur-Loire (2008 → 2015)           |

### Communes déléguées
| Nom                              | Code Insee | Intercommunalité              | Superficie (km2) | Population (dernière pop. légale) | Densité (hab./km2) |
| -------------------------------- | ---------- | ----------------------------- | ---------------- | --------------------------------- | ------------------ |
| Saint-Mathurin-sur-Loire (siège) | 49307      | CC de la Vallée Loire-Authion | 19,85            | 2 439 (2013)                      | 123                |
| Andard                           | 49004      | CC de la Vallée Loire-Authion | 11,99            | 2 511 (2013)                      | 209                |
| Bauné                            | 49019      | CC de la Vallée Loire-Authion | 20,99            | 1 689 (2013)                      | 80                 |
| La Bohalle                       | 49032      | CC de la Vallée Loire-Authion | 9,35             | 1 228 (2013)                      | 131                |
| Brain-sur-l'Authion              | 49042      | CC de la Vallée Loire-Authion | 22,92            | 3 438 (2013)                      | 150                |
| Corné                            | 49106      | CC de la Vallée Loire-Authion | 16,64            | 2 881 (2013)                      | 173                |
| La Daguenière                    | 49117      | CC de la Vallée Loire-Authion | 11,92            | 1 285 (2013)                      | 108                |

## Population et société

### Démographie

#### Évolution démographique
L'évolution du nombre d'habitants est connue à travers les recensements de la population effectués dans la commune depuis sa création.

En 2022, la commune comptait 16 588 habitants, en évolution de +4,85 % par rapport à 2016 (Maine-et-Loire : +2,12 %, France hors Mayotte : +2,11 %).
| 2016   | 2021   | 2022   |
| ------ | ------ | ------ |
| 15 821 | 16 416 | 16 588 |

#### Pyramide des âges
La population de la commune est plus âgée que celle du département. En 2020, le taux de personnes d'un âge inférieur à 30 ans s'élève à 33,7 %, soit en dessous de la moyenne départementale (36,9 %). Le taux de personnes d'un âge supérieur à 60 ans (25,6 %) est légèrement inférieur au taux départemental (26,1 %).
En 2020, la commune comptait 7 942 hommes pour 7 870 femmes, soit un taux de 50,23 % d'hommes, légèrement supérieur au taux départemental (48,63 %).
Les pyramides des âges de la commune et du département s'établissent comme suit.
| Hommes | Classe d’âge | Femmes |
| ------ | ------------ | ------ |
| 0,8    | 90 ou +      | 1,5    |
| 6,1    | 75-89 ans    | 7,7    |
| 17,2   | 60-74 ans    | 18,1   |
| 22,1   | 45-59 ans    | 22,1   |
| 18,3   | 30-44 ans    | 18,7   |
| 13,9   | 15-29 ans    | 12,7   |
| 21,6   | 0-14 ans     | 19,2   |

| Hommes | Classe d’âge | Femmes |
| ------ | ------------ | ------ |
| 0,9    | 90 ou +      | 2,1    |
| 7      | 75-89 ans    | 9,5    |
| 16,2   | 60-74 ans    | 16,9   |
| 19,4   | 45-59 ans    | 18,7   |
| 18,2   | 30-44 ans    | 17,5   |
| 18,8   | 15-29 ans    | 17,6   |
| 19,5   | 0-14 ans     | 17,6   |

## Culture locale et patrimoine

### Lieux et monuments
- Église Saint-Mathurin de Saint-Mathurin-sur-Loire.
- Église Saint-Blaise de Corné.
- Église Saint-Aubin de La Bohalle.
- Église Saint-Pierre de Brain-sur-l'Authion.
- Église Saint-Symphorien d'Andard.
- Chapelle de la Marsaulaie de Saint-Mathurin-sur-Loire.
- Chapelle de la Salette (Maine-et-Loire).
- Chapelle Saint-Joseph de La Bohalle